# Новий Ашит
Новий Аши́т (рос. Новый Ашит, башк. Яңы Әшит) — присілок у складі Калтасинського району Башкортостану, Росія. Входить до складу Кельтеївської сільської ради.
Населення — 58 осіб (2010; 81 у 2002).
Національний склад:
- башкири — 74 %